# Década de 850
Séculos: (Século VIII - Século IX - Século X)
Décadas: 800 810 820 830 840 - 850 - 860 870 880 890 900
Anos: 850 - 851 - 852 - 853 - 854 - 855 - 856 - 857 - 858 - 859